# Claudia Schramm
Claudia Schramm (Bad Langensalza, 14 de junio de 1975) es una deportista alemana que compitió en bobsleigh en la modalidad doble.
Ganó una medalla de bronce en el Campeonato Mundial de Bobsleigh de 2008 y una medalla de plata en el Campeonato Europeo de Bobsleigh de 2004. Participó en los Juegos Olímpicos de Vancouver 2010, ocupando el séptimo lugar en la prueba doble.

## Palmarés internacional
| Campeonato Mundial | Campeonato Mundial   | Campeonato Mundial | Campeonato Mundial |
| Año                | Lugar                | Medalla            | Prueba             |
| ------------------ | -------------------- | ------------------ | ------------------ |
| 2008               | Altenberg (Alemania) | Medalla de bronce  | Doble              |
| Campeonato Europeo |                      |                    |                    |
| Año                | Lugar                | Medalla            | Prueba             |
| 2004               | Sankt Moritz (Suiza) | Medalla de plata   | Doble              |